# Азраел симфония
Азраел симфония в до минор (на чешки: Asrael symfonie pro velký orchestr C moll), Op. 27, е наименованието на симфония от чешкия композитор Йозеф Сук. Написана през 1905 – 1906 г., в памет на Антонин Дворжак и неговата дъщеря Отилие, която е била съпруга на Сук.

## Структура
Симфонията се състои от пет части:
1. Andante sostenuto
2. Andante
3. Vivace
4. Adagio
5. Adagio e maestoso